# Геологія Колумбії
Геологія Колумбії

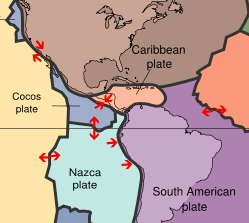
Тектонічні плити в межах і околицях Колумбії.

Східна частина території Колумбії належить до Південноамериканської плити, західна — до Андського складчастого пояса. Основні геотектонічні регіони Колумбії: платформний чохол і західна частина Ґвіанського щита, північне закінчення Андського складчастого пояса та Передандський крайовий прогин, який їх розділяє.
Західна частина Ґвіанського щита — рівнина висотою 200–500 м. Фундамент цієї території складають докембрійські кристалічні породи (метаморфічні сланці, амфіболіти, гнейси, ґрануліти і магматити). На заході він занурюється під фанерозойський платформний чохол. На фундаменті залягають нижньопалеозойські метаморфічні породи серії Гуехар (потужність 500 м), перекриті крейдовими теригенними відкладами. Кайнозойські утворення (в основному в Передандському крайовому прогині) представлені континентальними відкладами (пісковики, конґломерати, глинисті сланці, гіпс). З крейдовими і кайнозойськими відкладами Передандського прогину пов'язані родовища нафти.
Андський складчастий пояс в Колумбії протягається з північного сходу на південний захід на 1500 км. Він складається з антикліноріїв Східних, Центральних, і Західних Кордильєр, відділених один від одного міжгірськими западинами, що збігаються з долинами річок Магдалена, Каука і Патія. Західним обмеженням Колумбійських Анд служить Боліварський прогин вздовж берега Тихого океана, північним — западина Нижньої Магдалени. Східна Кордильєра — антиклінорій з більш пологим західним і крутим східним крилом, обмежений зі сходу і заходу насувами і розломами. Осьова частина його складена докембрійськими метаморфічними породами, що виходять на поверхню в масивах Гарсон, Кетаме, Сантандер і Флореста. Вони перекриті слабометаморфізованими відкладами кембро-ордовика потужністю понад 1000 м. Девонські відклади представлені теригенно-карбонатними породами (потужність 700–1100 м), кам'яновугільні — строкато-кольоровою товщею (потужність 2000 м), пермські — теригенними і червоноколірними породами (потужність до 3300 м) і товщею морських відкладів (потужність до 550 м). У Східному Кордильєрі широко розвинені потужні червонокольорові уламкові породи тріасу — юри і крейди (в районі м. Богота їх потужність до 16 тис. м). У центральній частині антиклінорію Східні Кордильєри вздовж розломів північно-східного простягання утворилися ґрабени, виконані мілководними морськими і континентальними кайнозойськими відкладами, з якими пов'язані родовища вугілля і кам'яної солі. Тільки в масиві Сантандер відомі інтрузивні породи (мезозойські гранітоїди). Центральна Кордильєра утворює єдину, відносно слабо розчленовану гірську систему, схили якої полого занурюються на сході і заході. Це — антиклінорій, складений метаморфічними породами кембро-ордовика (гнейси, зеленокам'яні породи) і тріас-юрськими метаморфізованими вулканогенно-осадовими відкладами, прорваним інтрузивами гранітоїдів палеозою і особливо широко — крейди (андські батоліти), серед яких найбільшими є батоліти Антьокія та Ібаге.
Підлегле значення мають інтрузиви основних порід. Великі площі вздовж осі Центральної Кордильєри покриті міоценовими і пліоцен-четвертинними андезитовими вулканітами. Деякі вулкани діючі, в тому числі, найвищий — Невадо-дель-Уїла (5439 м). Гори С'єрра-Невада-де-Санта-Марта (продовження Центральної Кордильєри на півночі) утворюють відособлений масив трикутної форми. Він складений метаморфічними утвореннями кембрію-ордовика, червонокорьоровими відкладами, кислими і основними вулканітами тріасу-юри, крейдовими інтрузивними породами середнього складу. Масив облямований прогинами, виконаними континентальними і частково морськими відкладами мезозою та кайнозою. Західна Кордильєра — горст-антиклінорій складнолускуватої будови, складений слабкометаморфізованими осадово-вулканогенними породами мезозою (юра-крейда). Загальна потужність порід мезозою до 20 тис. м. Мезозойські породи інтрудовані дрібними тілами гіпербазитів і батолітами гранітоїдів неогену.
Боліварський прогин (кайнозойська геосинкліналь) виконаний потужною товщею осадово-вулканогенних порід верхньої крейди і кайнозою. Породи зім'яті в лінійні складки меридіонального і північно-східного простягання. Вздовж Тихого океана простягається береговий хребет Серранія-де-Баудо, складений вулканогенними породами (базальти). Міжгірські, западини Магдалена і Каука-Патія виконані пізньоальпійською континентальною моласою і четвертинними алювіальними утвореннями потужністю декілька тис. м.
З палеогеновими відкладами западини Магдалена пов'язані основні родововища нафти Колумбії.